# Girlfriends Films
Girlfriends Films es un estudio de cine pornográfico estadounidense creado en 2002 por el cineasta Dan O'Connell y por otro hombre cuyo nombre se desconoce, que actúa como presidente y vicepresidente de la marca con el seudónimo de "Moose", con sede en el barrio de Valencia, en la ciudad californiana de Santa Clarita. La compañía está especializada en la producción y distribución de películas de temática lésbica, casi todas escritas y/o dirigidas por el propio O'Connell.
La empresa cuenta con dos sedes europeas para la producción de sus películas en Hungría y la República Checa.

## Directores, actrices y películas
Especializada en temáticas relacionadas con el sexo lésbico, Girlfriends Films ha rodado hasta la actualidad más de 600 películas. Además de las películas independientes, muchas de las mismas forman parte de seriales como Women Seeking Women, Lesbian Seductions, Mother Daughter Exchange Club o Road Queen, entre otras.
Algunas películas (seriales o independientes) destacables de la filmografía son Women Seeking Women 37, Mother-Daughter Exchange Club 12, All Natural Glamour Solos, Me and My Girlfriend 1, Lesbians Uncovered, Cheer Squad Sleepovers, Fashion House, Backstage Girls o Budapest, entre otras muchas.
Dan O'Connell, quien dirige y escribe gran parte de las películas, afirma que su estudio hace el esfuerzo por contratar a actrices que sean lesbianas o bisexuales para enfatizar en sus papeles y en las películas, antes que pagar a actrices heterosexuales para que graben escenas con otras mujeres.
En julio de 2016, el estudio produjo su cinta número 600, Women Seeking Women 131, que fue lanzado para la ocasión con un doble DVD de 4 horas de duración. La película estaba protagonizada por Prinzzess, Chanel Preston, Dani Daniels, Brianna Love, Deauxma, Taylor Vixen, Jelena Jensen, Shyla Jennings y Zoey Holloway, entre otras.

### Actrices
Algunas de las actrices que trabajan (o han trabajado) para Girlfriends Films son India Summer, Celeste, Jenna Jameson, Mercedes Carrera, Magdalene St. Michaels, Persia Monir, Bree Olson, Kelly Divine, Tory Lane, Janet Mason, Tanner Mayes, Aletta Ocean, Faye Reagan, Ryan Ryans, Angela White, Cindy Hope, Gianna Michaels, Madison Parker, Asa Akira, Sasha Grey, Mindi Mink, Stella Cox, Jada Stevens, Tara Lynn Foxx, Lena Paul, Abella Anderson, Lexi Belle, Rebeca Linares, Ariella Ferrera, Abigail Mac, Naomi, Vanessa Blue, Allie Haze, Tori Black, Sinn Sage, Aiden Ashley, Valentina Nappi, Dillion Harper o Riley Reid, entre otras muchas.

### Actrices transexuales
Para el estudio también han trabajado diversas actrices transexuales como Domino Presley, Bailey Jay, Kimber James, Hazel Tucker, Yasmin Lee, Vaniity, Kalena Rios, Bianca Freire o Patrícia Araújo, entre otras.

### Directores
Además de O'Connell, otros directores del estudio son Marda Caleeko, Tammy Sands, Sydni Ellis, Nica Noelle, Diana Devoe, Chris Ward, Elexis Monroe o Melissa Monet.